# Banda Neira
Banda Neira (también en indonesio: Pulau Banda Neira) es una isla y el único asentamiento de tamaño significativo en cualquiera de las islas de Banda, situada en la provincia de Maluku (Molucas) en el país asiático de Indonesia. La ciudad está situada en la isla central del grupo Bandas, Banda Neira, la única de las islas con suficiente espacio plano para permitir una pequeña ciudad. Situado en Bandanaira están las oficinas gubernamentales, tiendas, un muelle, y casi la mitad de los 14.000 habitantes del archipiélago.